# Медаль за бойову готовність (США)
Медаль за бойову готовність (США) (англ. Combat Readiness Medal) — військова нагорода США, медаль, що присвоюється особовому складу Повітряних сил країни за визначну та гідну службу в лавах цього виду збройних сил. Медаллю заохочується усі військовослужбовці регулярних Повітряних сил, Національної гвардії та Резерву ПС, хто безпосередньо брав участь у підготовці та застосуванні авіаційного озброєння протягом 24 місяців.
Військовослужбовець повинний входити до складу штатного підрозділу Повітряних сил, що виконує завдання з підтримки бойової готовності та поводженні зі зброєю або брало участь у веденні бойових дій, виконувати індивідуальну програму підготовки за стандартами одного з Головних командувань ПС США та перебувати 24 місяці на службі в підрозділі без перерви у 120 календарних днів
За аналогією малюнку її часто звуть «зіркою Давида».